# Чарро!
«Чарро!» (англ. Charro!) — американский художественный фильм в жанре вестерна, поставленный по сюжету Фредерика Луиса Фокса режиссёром Чарльзом Маркизом Уорреном, выступившим также в качестве сценариста и продюсера. Главную роль исполнил Элвис Пресли, для которого она стала первой чисто драматической ролью в кинокарьере — единственная песня, которую певец исполнил в фильме, звучит за кадром во время вступительных титров. Помимо Пресли, в главных ролях также снялись Айна Балин и Виктор Френч.
Несмотря на содержание в фильме сцен насилия и частичной наготы, фильм был оценен[как?] Американской ассоциаций кинокомпаний, учитывая, что другие фильмы с участием Пресли, снятые с 1968 по 1969 год содержат оценки рейтинга «PG».

## Сюжет
Джесс Уэйд ложно обвинён в похищении военного оружия у революционных сил Мексики. С этого момента Джеймс пускается на поиски истинных виновников преступления.

## В ролях
- Элвис Пресли — Джесс Уэйд
- Айна Балин — Трэйси Уинтерс
- Виктор Френч[англ.] — Винс Хаскетт
- Барбара Верле — Мисс Сара Рамси
- Соломон Стёрз — Билли Рой Хаскетт
- Линн Келлогг — Марки
- Пол Бринегар — Опи Китч
- Гарри Лэндерс — Хефф
- Тони Янг — Мексиканский лейтенант Ривера
- Джеймс Альманзар — Шериф Дэн Рамси
- Чарльз Х. Грэй — Моди
- Джон Пиккард — Джером Селби
- Гарри Уолберг — Мартин Тилфорд
- Дуан Грэй — Гэйб
- Родд Редвинг — Лидж
- Дж. Эдвард МакКинли — Генри Картер
- Роберт Льюстер — Вилл Жослин
- Джеймс Сиккинг — Ганнер

## Саундтрек
Запись саундтрека к фильму была сделана в ноябре 1968 года на студии Samuel Goldwyn Studios в Лос-Анджелесе (Калифорния). Так как фильм резко отличим от предыдущих кинолент с участием актёра и музыканта, в фильме звучит минимальное количество песен. Заглавная песня, использованная в фильме как главная тема, является «Б»-стороной сингла «Memories». Вторая песня — «Let’s Forget About the Stars» — в фильме не прозвучала, однако первоначально записывалась как саундтрек. Спустя несколько лет, эта песня вошла в альбом-компиляцию — Let's Be Friends, который был выпущен в 1970 году.
В 2006 году был выпущен промо-CD, содержащий ранее неизданные радиоверсии песни «Charro!», интервью с режиссёром фильма Чарльзом Маркизом Уорренном и актёрами Иной Бэйлин и Виктором Френчем.

### Список композиций
1. «Charro!» (Билли Стрендж, Мак Дэвис)
2. «Let’s Forget About The Stars» (А. Л. Овенс)

### Состав музыкантов
- Элвис Пресли — вокал
- The Jordanaires — бэк-вокалы
- Томми Тедеско, Ральф Грассо, Говард Робертс — гитара
- Пит Дрейк — гавайская гитара
- Ларри Кнетчел, Чарльз Бергофер — бас-гитара
- Дон Рэнди — фортепиано
- Эмиль Радоччи —ударные инструменты
- Карл О’Брайн — барабаны

## Производство
В основу фильма лёг сценарий, написанный Фредериком Луисом Фоксом.
Главная роль была предложена Клинту Иствуду, однако тот её отклонил.
17 июля 1968 года Элвис Пресли, впечатлённый сюжетом фильма, в котором не было места для песен, подписал контракт на участие в проекте, однако в первый же день съёмок он был сильно разочарован, обнаружив, что сценарий, который его так заинтересовал, изменился до неузнаваемости. Режиссёр фильма Чарльз Маркиз Уоррен счёл, что сценарий Фокса изобилует сценами насилия, и в значительной степени переписал его, а также заменил ряд сцен, демонстрировавших женскую наготу.
Натурные съёмки проходили в Аризоне и начались 22 июля 1968 года в Апачи-Джанкшен. Интерьерные съёмки велись в павильонах Samuel Goldwyn Studios в Голливуде.
Обычно чисто выбритый на экране, Пресли отпустил небольшую бороду специально для роли в этом фильме.
20 ноября 1968 года было объявлено, что музыка для фильма будет написана композитором и дирижёром Хьюго Монтенегро, что предполагало, что съёмки фильма завершены.

## Даты премьер
Даты приведены в соответствии с данными kinopoisk.ru.
- США — 13 марта 1969
- Германия — 15 августа 1969
- Швеция — 27 сентября 1969
- Финляндия — 7 ноября 1969
- Дания — 12 января 1970
- Япония — 25 декабря 1971
- Великобритания — 13 января 1992 (премьера на видео)
- Франция — 24 января 2000 (премьера на видео)
- Канада — 1 августа 2000 (премьера на видео)
- Германия — 13 марта 2003 (премьера на видео)

«Чарро» был выпущен на DVD летом 2007 года. Впервые в истории ленты была опубликована неотредактированная версия фильма, представленная розничному рынку в оригинальном широкоэкранном формате. Эта версия DVD подверглась обширному процессу обработки с целью восстановить 35-мм плёнки с оригинальной фильмокопии. 
Проблемные моменты киноплёнки фильма, выявленные на классических VHS-кассетах[прояснить] (в частности, версия, выпущенная компанией «Warner Home Video» 1990 года) имели низкое качество.